# デイリースポーツ認定女子タッグ王座
デイリースポーツ認定女子タッグ王座（デイリースポーツにんていじょしタッグおうざ）は、PURE-J女子プロレスが管理、デイリースポーツが認定している王座。

## 歴史
2008年、JWP女子プロレスがデイリースポーツ創刊60周年を記念して創設。8月3日、JWP後楽園ホール大会で行われた初代王座決定トーナメントに優勝したJWP認定タッグ王者の春山香代子&倉垣翼組が初代王者と同時にタッグ二冠王者になった。以降は2つの王座の防衛戦が同時に行われている（例外あり）。
2011年1月16日、JWP東京キネマ倶楽部大会で開催された「JWPタッグリーグ・ザ・ベスト」の公式戦も兼ねて、王者の春山&倉垣組、挑戦者の米山香織&ヘイリー・ヘイトレッド組によるデイリースポーツ認定女子タッグ選手権試合が行われて、米山&ヘイトレッド組が勝てば単独王座になるが春山&倉垣組が初防衛に成功している。11月13日、JWP東京キネマ倶楽部大会でタッグ二冠王者の春山&倉垣組、TLW世界女子タッグ王者の米山&ヘイトレッド組による王座統一戦が行われて勝利した米山&ヘイトレッド組がタッグ三冠王者になった。
2012年1月7日、米山&ヘイトレッド組がタッグ三冠王座を返上したため、JWP認定タッグ王座とデイリースポーツ認定女子タッグ王座のタッグ二冠王座になった。
2017年4月2日、JWPの活動停止により、JWP認定タッグ王座を管理、認定しているJWPプロデュースが継続して管理するため、JWP認定タッグ王座は封印されてデイリースポーツ認定女子タッグ王座の管理団体がPURE-J女子プロレスに移った。

## 歴代王者
| 歴代   | タッグチーム                                                     | 戴冠回数 | 防衛回数 | 獲得日付       | 獲得場所 （対戦相手・その他）                                              |
| ------ | ---------------------------------------------------------------- | -------- | -------- | -------------- | -------------------------------------------------------------------------- |
| 初代   | 春倉 （春山香代子&倉垣翼）                                       | 1        | 1        | 2008年8月3日   | 後楽園ホール 堀田祐美子&豊田真奈美                                         |
| 第2代  | 植松☆輝 （植松寿絵&輝優優）                                      | 1        | 1        | 2008年10月12日 | 新宿FACE                                                                   |
| 第3代  | 堀田祐美子&蹴射斗                                                | 1        | 1        | 2009年1月25日  | デルフィンアリーナ道頓堀                                                   |
| 第4代  | コマンド・ボリショイ&藪下めぐみ                                  | 1        | 0        | 2009年4月12日  | 後楽園ホール                                                               |
| 第5代  | よねざくら （米山香織&さくらえみ）                               | 1        | 1        | 2009年7月19日  | 後楽園ホール                                                               |
| 第6代  | 日向あずみ&輝優優                                                | 1        | 0        | 2009年12月13日 | ラゾーナ川崎プラザソル 2009年12月27日に日向あずみの引退に伴い返上          |
| 第7代  | 植松寿絵&KAZUKI                                                  | 1        | 5        | 2010年3月22日  | 世界館                                                                     |
| 第8代  | 阿部幸江&アジャコング                                            | 1        | 1        | 2010年9月19日  | 新宿FACE                                                                   |
| 第9代  | 春倉 （春山香代子&倉垣翼）                                       | 2        | 3        | 2010年12月23日 | 後楽園ホール                                                               |
| 第10代 | クイーンズ・レボリューション （米山香織&ヘイリー・ヘイトレッド） | 1        | 0        | 2011年11月13日 | 東京キネマ倶楽部 2012年1月7日返上                                          |
| 第11代 | 植松☆輝 （植松寿絵&輝優優）                                      | 1        | 1        | 2012年4月8日   | 東京キネマ倶楽部 中森華子&大畠美咲 2012年4月30日に植松寿絵が引退のため返上 |
| 第12代 | リセット （米山香織&さくらえみ）                                 | 2        | 2        | 2012年5月4日   | 東京キネマ倶楽部 コマンド・ボリショイ&ラビット美兎                         |
| 第13代 | コマンド・ボリショイ&中島安里紗                                  | 1        | 2        | 2012年8月19日  | 後楽園ホール                                                               |
| 第14代 | 春倉 （春山香代子&倉垣翼）                                       | 3        | 2        | 2013年1月6日   | 板橋グリーンホール                                                         |
| 第15代 | 中森華子&モーリー                                                | 1        | 0        | 2013年8月18日  | 後楽園ホール 2013年10月27日にモーリーが負傷のため返上                      |
| 第16代 | 十文字姉妹 （DASH・チサコ&仙台幸子）                             | 1        | 0        | 2013年12月15日 | 後楽園ホール Leon&Ray 2014年4月11日に仙台幸子が負傷のため返上              |
| 第17代 | コマンド・ボリショイ&木村響子                                    | 1        | 3        | 2014年5月4日   | 板橋グリーンホール つくし&ラビット美兎                                     |
| 第18代 | Leon&Ray                                                         | 1        | 4        | 2014年12月28日 | 後楽園ホール                                                               |
| 第19代 | 十文字姉妹 （DASH・チサコ&仙台幸子）                             | 1        | 2        | 2015年7月26日  | DIAMOND HALL                                                               |
| 第20代 | 中島安里紗&藤本つかさ                                            | 1        | 3        | 2015年12月27日 | 後楽園ホール                                                               |
| 第21代 | 中森華子&木村響子                                                | 1        | 2        | 2016年8月14日  | 両国KFCホール                                                              |
| 第22代 | コマンド・ボリショイ&Leon                                        | 1        | 12       | 2017年1月9日   | ラゾーナ川崎プラザソル                                                     |
| 第23代 | KAZUKI&ライディーン鋼                                            | 1        | 3        | 2018年12月23日 | 東京芸術センターホワイトスタジオ                                           |
| 第24代 | 春日萌花&真琴                                                    | 1        | 4        | 2019年8月11日  | 後楽園ホール                                                               |
| 第25代 | 中森華子&山下りな                                                | 1        | 4        | 2020年8月10日  | 後楽園ホール                                                               |
| 第26代 | Leon&チェリー                                                    | 1        | 2        | 2021年8月29日  | 板橋グリーンホール                                                         |
| 第27代 | 中森華子&中島安里紗                                              | 1        | 2        | 2021年11月11日 | 板橋グリーンホール                                                         |
| 第28代 | 米山香織&関口翔                                                  | 1        | 0        | 2022年7月17日  | 板橋グリーンホール                                                         |
| 第29代 | ライディーン鋼&SAKI                                              | 1        | 4        | 2022年8月11日  | 後楽園ホール                                                               |
| 第30代 | RED SOUL （Leon&高瀬みゆき）                                     | 1        | 2        | 2023年4月16日  | 後楽園ホール                                                               |
| 第31代 | 綾華 （佐藤綾子&中森華子）                                       | 1        | 2        | 2023年6月4日   | 板橋グリーンホール                                                         |
| 第32代 | 夏実もち&柊くるみ                                                | 1        | 2        | 2023年11月23日 | 板橋グリーンホール                                                         |
| 第33代 | KAZUKI&チェリー                                                  | 1        | 0        | 2024年1月28日  | 大田区産業プラザ                                                           |
| 第34代 | ライディーン鋼&谷もも                                            | 1        | 0        | 2024年2月12日  | 板橋グリーンホール                                                         |
| 第35代 | RED SOUL （Leon&高瀬みゆき）                                     | 2        | 5        | 2024年4月28日  | 浅草橋ヒューリックホール                                                   |
| 第36代 | クレアカリ （AKARI&久令愛）                                      | 1        | 2        | 2024年12月15日 | 後楽園ホール                                                               |
| 第37代 | 米Leo （Leon&米山香織）                                          | 1        | 3        | 2025年5月6日   | 浅草橋ヒューリックホール                                                   |
| 第38代 | 春日萌花&まなせゆうな                                            | 1        |          | 2025年7月20日  | 新木場1stRING                                                              |